# Encarna Otero Cepeda
Encarna Otero Cepeda (Santiago de Compostela, 29 de julio de 1950) es una historiadora y política nacionalista gallega.

## Carrera
En 1967 ―a los 16 años de edad, y en plena dictadura de Francisco Franco― empezó a militar activamente en el nacionalismo gallego.
En 1971 se exilió en la ciudad francesa de Toulouse, donde estudió la carrera de Historia en la Universidad de Toulouse-Le Mirail. Durante su estancia en Francia participó en el movimiento antifranquista y conoció directamente la realidad del exilio. Se graduó de historiadora en 1975. Pocos meses después de la muerte de Franco (20 de noviembre de 1975) retornó a su ciudad natal.
En 1978 pasó los exámenes de oposición en Geografía e Historia, y empezó a trabajar como docente en el Instituto de Bachillerato Eduardo Pondal, en Santiago.
A partir de 1986 formó parte del Seminario Permanente de Historia de COU que, bajo la coordinación del profesor Ramón Villares Paz, elaboró un libro de texto de Historia del mundo contemporáneo publicado en septiembre de 1986 por la Editorial Galaxia.
En 1987 participó en la edición de la Guía de Historia del mundo contemporáneo, publicada por la Universidad de Santiago.
También colaboró en un libro de texto de Ciencias Sociales para 4.º año de la ESO (Enseñanza Secundaria Obligatoria) editado por A Nosa Terra.
Desde 1982 forma parte como consejera del Consejo Nacional del
BNG (Bloque Nacionalista Galego).
Entre 1999 y 2003 se desempeñó como vicealcalde y concejala delegada de la rehabilitación del casco histórico de Santiago de Compostela, de las relaciones con el Consorcio y de temas de género en Santiago. Fue directora general de Obras Públicas y la Calidad de Vivienda de la Junta de Galicia.
En 2002 recibió en nombre de la ciudad de Santiago ―junto con el alcalde Xosé Sánchez Bugallo, y en calidad de concejala responsable de la ciudad histórica― el Premio Hábitat de Buenas Prácticas otorgado por la Organización de Naciones Unidas por la «protección y rehabilitación de la ciudad histórica e integración con su entorno natural».
Se postuló en cuatro oportunidades para el puesto de alcaldesa de Santiago.
Entre 2005 y 2009 tuvo el cargo de directora general en la Consejería de Vivienda en el Gobierno bipartito gallego.
Como directora general de Fomento y Calidad de la Vivienda de la Consejería de Vivienda de la Junta de Galicia viajó a Buenos Aires y Montevideo para preparar varios proyectos de cooperación de exclusión social destinados a emigrantes gallegos residentes en zonas carenciadas.
Participó en la modificación y mejora de las Normas del Hábitat Gallego.
Trabajó en una agenda ecológica para la región gallega, con desarrollo en la plantación de árboles.
Ha dado cátedra sobre el termalismo en Galicia.
En 2010 volvió a las aulas para impartir clases en el IES Eduardo Pondal, de Santiago.
Sigue trabajando «para cambiar el mundo» desde las asociaciones como el Proyecto Home, o la ONG [Mujeres] Implicadas por el Desarrollo.

## Obras
Colabora en diversas publicaciones gallegas como A Nosa Terra (‘nuestra tierra’), O Ensino (‘la enseñanza’), Andaina (‘a pie’) o Festa da Palabra Silenciada, con varios artículos sobre la historia de las mujeres. Asimismo, es autora de varios estudios académicos.
- 2003: Anacos de esperanza (‘pedazos de esperanza’, ensayo), Edicións do Castro..
- 2008: O branco país sen neve (‘el blanco país sin nieve’, literatura infantojuvenil), Galaxia.[11]
- 2008: A serea do mundo (‘la sirena del mundo’, literatura infantojuvenil), Galaxia.[12]
- 2011: A ollada exterior do nacionalismo galego (‘el aspecto exterior del nacionalismo gallego’, obra colectiva), Fundación Galiza Sempre.